# Philip Reeve
Philip Reeve (n. 28 februarie 1966, Brighton, Anglia, Regatul Unit) este un scriitor britanic.